# Thermocyclops dybowskii
Thermocyclops dybowskii – gatunek widłonoga z rodziny Cyclopidae. Opisał go w 1890 roku polski biolog Adam Lande, nadając mu nazwę Cyclops Dybowskii. Miejsce typowe to rów w okolicach Szpitala Tworkowskiego pod Pruszkowem.